# Margarida (Arteijo)
Margarida es una aldea española situada en la parroquia de Chamín, del municipio de Arteijo, en la provincia de La Coruña, Galicia.

## Demografía
| Gráfica de evolución demográfica de Margarida entre 2000 y 2018 |
|                                                                 |
| Datos según el nomenclátor publicado por el INE.                |